# Свети Йоан Предтеча (Иверски манастир)
„Свети Йоан Предтеча“ (на гръцки: Σκήτη Τιμίου Προδρόμου Ιβήρων) е гръцки православен отделножителен скит на Света гора, подчинен на Иверския манастир и разположен на около 1 час ход пеша западно от манастира, на 200 m надморска височина. Посветен е на Свети Йоан Кръстител. Скитът се намира под юрисдикцията на Константинополската патриаршия.

## История
Скитът е основан от гръцки монаси през 1730 г. Кириаконът (главната църква на скита) е построен през 1779 г. и изписан със стенописи през 1799 г. Храмът е посветен на Свети Йоан Кръстител. Освен главната църква, в скита има още три църкви и параклиси – „Свети Апостоли“, „Свети Николай“ и „Вси Светии“.
В началото на XIX век в скита живеят аскетите новомъченици Евфимий, Игнатий и Акакий.
В началото на XX век в скита има 14 килии, две от които били румънски. Сега в скита действащи са само 3 килии, в които живеят 7 монаси.